# Bastiaan (voornaam)
Bastiaan is een mannelijke voornaam.
De naam is een afgeleide vorm van Sebastiaan wat weer is afgeleid van het Latijnse Sebastianus (iemand uit Sabaste). Sebaste, een stad in het huidige Turkije (Asia Minor) dankt op zijn beurt weer zijn naam aan het Griekse woord voor 'eerbaar' of 'verhevene' (sebastos).
Een bekende Sebastiaan is Sint-Sebastiaan; een Romeinse officier uit de tweede helft van de derde eeuw na Christus die met pijlen werd doorboord toen ontdekt werd dat hij heimelijk Christen was. In de Nederlandse westelijke koloniën was een 'bastiaan' een zwartofficier die met de plantagehouder samenwerkte.
- Bastiaan
- Bastiaan (opzichter)
- Bastiaan (voornaam)
- Bastiaan (zwartofficier)
- Bastiaan (zwartopzichter)
- Bastiaan Belder
- Bastiaan Bron
- Bastiaan Carpata
- Bastiaan Everink
- Bastiaan Geleijnse
- Bastiaan Giling
- Bastiaan Govertsz van der Leeuw
- Bastiaan Gruppen
- Bastiaan Jan Ader
- Bastiaan Johannes Odink
- Bastiaan Johannis Odink
- Bastiaan Jozias Korstanje
- Bastiaan Lijesen
- Bastiaan Maliepaard
- Bastiaan Marius Veth
- Bastiaan Nagtegaal
- Bastiaan Ort
- Bastiaan Poortenaar
- Bastiaan Ragas
- Bastiaan Rijpkema
- Bastiaan Rosman
- Bastiaan Schelling
- Bastiaan Sjerp
- Bastiaan Tamminga
- Bastiaan Van den Eynde
- Bastiaan Verwey
- Bastiaan Veth
- Bastiaan Vroegop
- Bastiaan Wielenga
- Bastiaan Wienga
- Bastiaan Willem Plooij
- Bastiaan Zuiderent
- Bastiaan de Gaay Fortman
- Bastiaan de Gaay Fortman (1884-1961)
- Bastiaan de Greef
- Bastiaan de Groot
- Bastiaan de Langeplaat
- Bastiaan van Apeldoorn
- Bastiaan van Schaik
- Bastiaan van Toor
- Bastiaan van der Lecq
- Bastiaan van der Rest
- Bastiaans
- Bastiaanshof

- Sebastiaan
- Sebastiaan (Coret)
- Sebastiaan (Heilige)
- Sebastiaan (heilige)
- Sebastiaan Anemaet
- Sebastiaan Boogaard
- Sebastiaan Borgardijn
- Sebastiaan Bornauw
- Sebastiaan Bowier
- Sebastiaan Brebels
- Sebastiaan Bökkerink
- Sebastiaan Cabot
- Sebastiaan Chabot
- Sebastiaan Cornelis Nederburg
- Sebastiaan Cornelis Nederburgh
- Sebastiaan De Wilde
- Sebastiaan Dionisius Douven
- Sebastiaan Franks
- Sebastiaan Grosscurt
- Sebastiaan Hendrik Anemaet
- Sebastiaan Hooft
- Sebastiaan Hoogewerff
- Sebastiaan I van Portugal
- Sebastiaan Jeremias Johannes Henricus Smits
- Sebastiaan Klok
- Sebastiaan Labrie
- Sebastiaan Langeveld
- Sebastiaan Matheus Sigismund Modderman
- Sebastiaan Matheus Sigismund de Ranitz
- Sebastiaan Matheus Sigismund de Ranitz (1901-1987)
- Sebastiaan Matheüs Sigismund Modderman
- Sebastiaan Matte
- Sebastiaan Mattheus Sigismund Modderman
- Sebastiaan Mattheus Sigismund de Ranitz
- Sebastiaan Mattheus Sigismund de Ranitz (1833-1909)
- Sebastiaan Mattheus Sigismund de Ranitz (1846-1916)
- Sebastiaan Mattheüs Sigismund de Ranitz
- Sebastiaan Mulder
- Sebastiaan Nieuwland
- Sebastiaan Olgers
- Sebastiaan Peters
- Sebastiaan Pot
- Sebastiaan Rutten
- Sebastiaan Samyn
- Sebastiaan Slorp
- Sebastiaan Steen
- Sebastiaan Steur
- Sebastiaan Stöteler
- Sebastiaan Tapijn
- Sebastiaan Timmerman
- Sebastiaan Tromp
- Sebastiaan Van Doninck
- Sebastiaan Van Steenberge
- Sebastiaan Verschuren
- Sebastiaan Vranckx
- Sebastiaan Vrancx
- Sebastiaan Weenink
- Sebastiaan Wolswinkel
- Sebastiaan de Ranitz
- Sebastiaan de Ridder
- Sebastiaan de Wilde
- Sebastiaan tapijn
- Sebastiaan van 't Erve
- Sebastiaan van Bakel
- Sebastiaan van Bavel
- Sebastiaan van Luxemburg
- Sebastiaan van Luxemburg (-1569)
- Sebastiaan van Noyen
- Sebastiaan van Portugal
- Sebastiaan van Schonenburg
- Sebastiaan van der Werff
- Sebastiaan van ’t Erve
- Sebastiaan vranckx
- Sebastiaankerk
- Sebastiaankerk (Bierum)
- Sebastiaankerk (Warffum)
- Sebastiaansbrug
- Sebastiaanskerk